# 산다혼마치역
산다혼마치역(일본어: 三田本町駅, さんだほんまちえき)은 일본 효고현 산다시에 있는 고베 전철 산다 선의 역이다. 역 번호는 KB28이다. 해발 146m이다.
선로 명칭 상으로는 산다 선의 단독역이지만 운전 계통 상으로는 고엔토시 선 열차도 지나고 있어 열차 편수는 많다. 차내 방송에서 역명 연호 때는 "혼마치, 산다혼마치"라고 안내된다.

## 역사
- 1929년 10월 10일: 고베 아리마 전기철도 산다 선의 전철 요코야마(현, 요코하마) ~ 산다 사이에 신설 개통.
- 1947년 1월 9일: 미키 전기철도와의 합병으로 신아리미키 전기철도의 역이 됨.
- 1991년 3월 21일: 요코야마 ~ 산다 간 복선화에 따라 섬식 승강장으로 역사 개축.

## 역 구조
섬식 승강장 1면 2선의 지평역이다. 역사는 하행선 쪽에 있고 승강장과는 지하도로 연결된다. 역 남쪽으로 직접 나갈 수 있는 출구는 없고 역 구외의 지하도를 이용한다.

### 승강장
| 1 | (하행) | ■ 산다 선 | 산다 방면                                                                                        |
| 2 | (상행) | ■ 산다 선 | 요코야마・아리마구치・플라워 타운・우디타운추오・다니가미・스즈란다이・미나토가와・신카이치 방면 |

## 역 주변
미타 시의 시가지 변두리에 있지만 구 시가지의 중심이었던 혼마치와 가깝다. 주택이 많지만 농지도 있다.
- 국도 제176호선
- 효고 지방 도로 720호 테크노파크산다 선
- 산다혼마치 우체국

## 인접역
| 고베 전철 산다 선 (고엔토시 선 직통 포함) | 고베 전철 산다 선 (고엔토시 선 직통 포함)         | 고베 전철 산다 선 (고엔토시 선 직통 포함) |
| ----------------------------------------- | ------------------------------------------------- | ----------------------------------------- |
| KB27 요코야마 신카이치 방면               | ■ 특쾌속(신카이치 행만 운행) ■ 급행 ■ 준급 ■ 보통 | 산다 KB29 산다 방면                       |